# Robbrecht van der Buerse
Robbrecht van der Buerse (ca. 1265 – ca. 1319) was een telg uit de voorname Brugse familie Van der Beurze.
In de bronnen komt hij ook voor als Robbrechts van der Bursen, Robiers de le Bourse (Frans) of S. Roberti de Bursa (Middellatijn).

## Levensloop
Met de uitbouw van de internationale geldhandel te Brugge en de toestroom van buitenlandse kooplui, werd hij actief als hostelier. In zijn herbergen ontving hij vooral Duitse handelaars van de Hanze, die hij in contact bracht met de recenter gearriveerde Italianen. De gasten konden er niet alleen een kamer huren en spijs en drank bekomen, maar vonden er in de kelders ook een opslagplaats voor goederen. Gaandeweg gingen de hosteliers bemiddelen tussen de vreemde kooplui, hen vertegenwoordigen tegenover derden en zelfs onderling hun rekeningen vereffenen. Daardoor kwam Robbrecht in botsing met het gevestigde ambacht der makelaars, die in 1293 privileges hadden gekregen van graaf Gwijde van Dampierre.
Tijdens de Moerlemaye had Robbrecht reeds de zijde gekozen van het oligarische stadsbestuur tegen de grafelijke macht. Daarmee behoorde hij tot de Fransgezinde klasse der Leliaards. In de zomer van 1297 vluchtte hij met een grote groep medestanders naar Sint-Omaars, uit vrees voor arrestatie in Brugge. Hij kon echter snel terugkeren en in de daarop volgende jaren onder de Franse bezetting ging het hem voor de wind.
In 1302 werd zijn partij verslagen in de Guldensporenslag en werden Robbrechts eigendommen geconfisqueerd. Onder de goederen waaruit de stad Brugge inkomsten inde van 1302 tot 1305, bevond zich ook het Huis Ter ouder Beurze (dat in 1292 voor het eerst gedocumenteerd is onder de Latijnse huisnaam Bursa). Dankzij het Verdrag van Athis-sur-Orge kregen de Leliaards evenwel amnestie en kon Robbrecht zijn herbergen terug in bezit nemen.
De makelaars, die in groten getale hadden deelgenomen aan de Guldensporenslag en twee jaar later aan de Slag bij Pevelenberg, werden begunstigd met nieuwe privileges (statuut van 1303). De hosteliers zagen zich verplicht om lid te worden van het ambacht der makelaars. Dit weerhield Robbrechts zaken er niet van om een hoge vlucht te nemen.
Na zijn dood in de jaren 1318-1320 zou het pleintje voor Ter Buerse zich, mee onder impuls van zijn nakomelingen, ontwikkelen tot hét commerciële en financiële centrum van de stad en zijn naam lenen aan het beursgebeuren.